# Soldi
是義大利男歌手馬哈茂德的歌曲，由保羅·阿爾貝托·莫納切蒂、達理奧·費尼和馬哈茂德共同創作，於2019年2月6日透過小島唱片發行單曲，收錄在同年發行的專輯《Gioventù bruciata》。歌曲代表意大利參與2019年在以色列特拉維夫舉辦的2019年歐洲歌唱大賽，馬哈茂德最終以472獲得比賽亞軍。
歌曲獲得廣泛好評，獲頒2019年馬塞爾·貝桑松獎「作曲獎」。商業方面，歌曲成功登上多國音樂排行榜，成為希臘、義大利和立陶宛冠軍，累積獲得5國黃金和白金唱片認證。

## 製作
是首融入阿拉伯元素的节奏布鲁斯陷阱音樂，時長3分15秒，由保羅·阿爾貝托·莫納切蒂、達理奧·費尼和馬哈茂德共同創作。音樂性上，以
拍的升d小調／降e小調創作，每分鐘95拍，義大利製作人兼音樂家安德烈·羅迪尼（Andrea Rodini）分析歌曲結構，表示重複不斷的「單字 （金錢）」、「韻文 （怎麼了）」和立體的副歌「拍手聲」構成了歌曲鉤子。
是首「自傳歌曲」。主要闡述馬哈茂德與他父親的關係，他的父親在他小時候就離開了家，因此錢對馬哈茂德來說是父子關係結束的象徵。羅迪尼談到本作和其他陷阱音樂不同，錢往往是生存手段或象徵社會救贖，但在這裡卻成了導致感情破裂的原因。歌詞採用義大利語和阿拉伯語，也是賽場上第4首採用阿拉伯語演唱的歌曲。馬哈茂德表示自己不會阿拉伯語，但記得父親小時候常說的話，「（我的兒子，我的兒子啊，親愛的來過來這裡）」是他童年的一部分，唱到著會讓他想起某個場景，某個時刻。

## 歐洲歌唱大賽

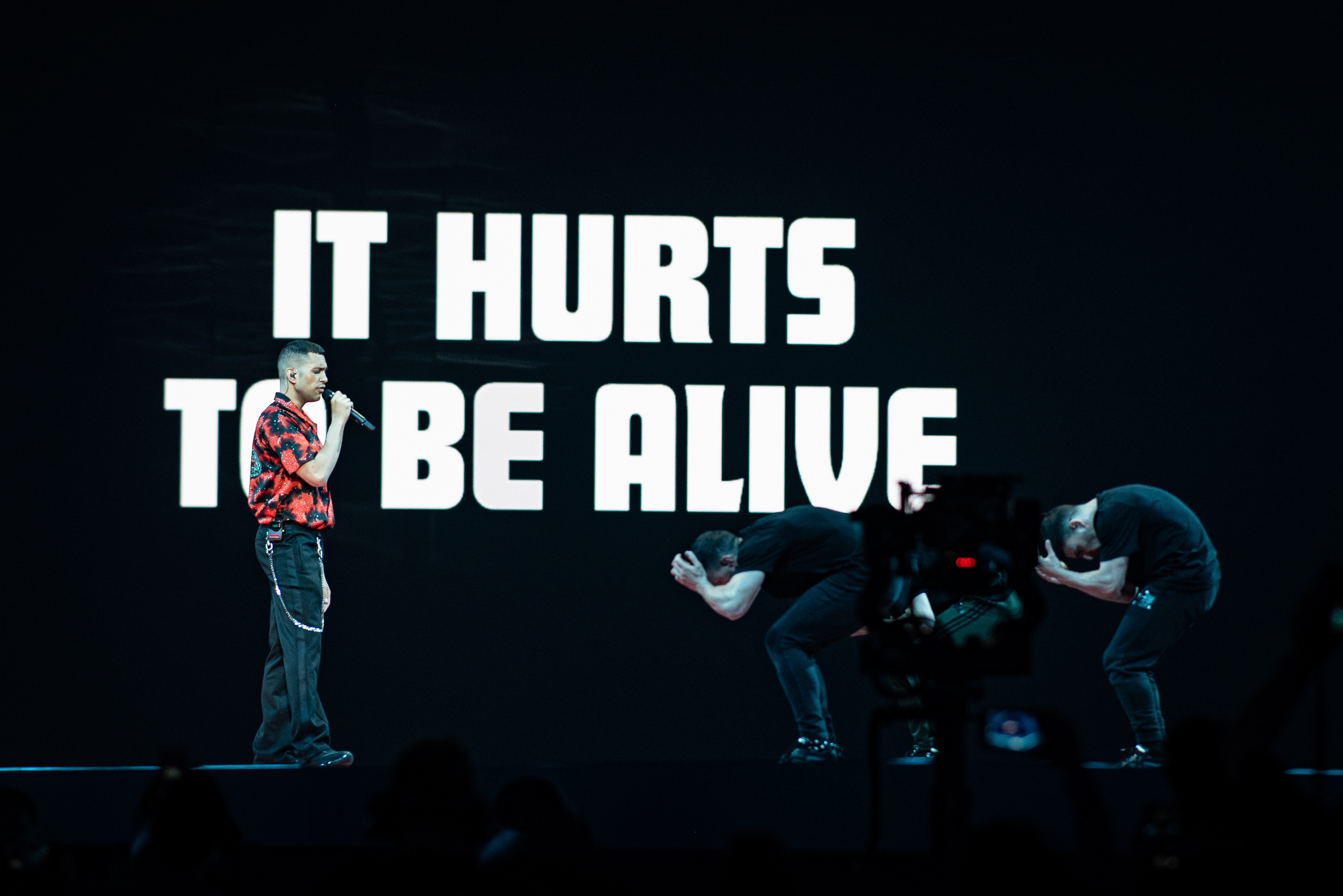
馬哈茂德在2019年欧洲歌唱大赛

按照慣例，歐洲歌唱大賽的義大利代表皆由聖雷莫音樂節產生。比賽於2019年2月5日至9日舉行，決賽當天馬哈茂德擊敗Ultimo、美聲少年成為2019年聖雷莫音樂節冠軍。
但國內民眾不滿比賽結果，觀眾評分最高Ultimo因為賽制輸給了媒體評審評分最高的馬哈茂德，Ultimo在記者會上指責記者們帶有偏見，投票不認真。他的埃及血統也給爭議帶來巨大的政治壓力，時任義大利內政部長馬泰奧·薩爾維尼在賽後宣布支持Ultimo。馬哈茂德接受《Esse》雜誌採訪表示：「向這個國家解釋我們是意大利人是多麼困難的事」。popbitch評論：「那些混帳哪來的資格批評馬哈茂德不夠『義大利』不能代表義大利？」
義大利身為「五大國」，不須參與半決賽直接晉級，決賽於2022年5月18日舉行，馬哈茂德被安排在第22位演出。舞台上，馬哈茂德佇立在巨大的螢幕前，伴隨著音樂，和3位舞者一同演出。決賽當天馬哈茂德以評審得分212分、觀眾得分253分，合計465分獲得2022年歐洲歌唱大賽亞軍。由於白俄羅斯的失誤，導致比賽計分出現問題。經過重新計算的義大利分數為472分，名次維持不變。

## 專業評價
廣受好評，它獲頒馬塞爾·貝桑松獎「作曲獎」，並被「歐視愛好者總會（OGAE）」評最喜歡的作品。《德国之声》將它列入本屆十佳歌曲，英國《衛報》記者海蒂·斯蒂芬斯（Heidi Stephens）稱其為「今年最酷的歌曲」。義大利知名詞作家莫戈爾表示歌曲很美，但歌詞稍顯不足。
Wiwibloggs根據內部評審團評價給予歌曲8.8/10分，評論馬哈茂德完美地將自故事和音樂結合，它既有悲痛和憤怒的情緒，也有一些喜悅和青春的感覺。接地氣卻不失高級感，它跨越國境，即使非義大利語人士也能一同享受，更不用說合唱的拍手段落與有著強勁節拍的副歌Come va。法國《巴黎競賽》稱讚歌曲令人流連忘返，不光是贏得我們的選票，還讓我們忘情地拍手叫好。將歌曲列為「2010年代百大歐洲歌唱大賽歌曲」第14名並稱其為近年來最吸引人也是最印象深刻的歌曲，除了讓人情不自禁地跟著鼓掌，還是首展現金錢罪惡和我們身處在這不平等社會喪失尊嚴的巧妙歌曲。

## 排行和銷量認證
| 排行榜（2019年）                                  | 排名 |
| ------------------------------------------------- | ---- |
| 奧地利（Ö3四十強單曲榜）                          | 12   |
| 比利时佛兰德（Ultratop單曲榜）                    | 50   |
| 比利時瓦隆（Ultratop榜外單曲榜）                  | 16   |
| 克羅埃西亞（克羅埃西亞電台榜）                    | 38   |
| 愛沙尼亞（Eesti Tipp-40）                         | 2    |
| 歐洲（《告示牌》Euro Digital Song Sales）         | 8    |
| 法國（法國唱片出版業公會單曲榜）                  | 67   |
| 德國（德國官方單曲榜）                            | 32   |
| 希臘（國際唱片業協會希臘分會國際單曲榜）          | 1    |
| 冰島（Plötutíðindi）                              | 3    |
| 愛爾蘭（愛爾蘭唱片音樂協會单曲榜）                | 65   |
| 意大利（意大利音乐产业联盟）                      | 1    |
| 拉脫維亞（拉脱维亚表演者和制片人协会）            | 21   |
| 立陶宛（AGATA）                                   | 1    |
| 盧森堡（《告示牌》Luxembourg Digital Song Sales） | 8    |
| 荷蘭（荷蘭百大單曲榜）                            | 16   |
| 挪威（世道單曲榜）                                | 16   |
| 葡萄牙（葡萄牙唱片業協會）                        | 73   |
| 蘇格蘭（官方榜單公司單曲榜）                      | 57   |
| 西班牙（西班牙音樂製作協會）                      | 5    |
| 瑞典（瑞典最熱榜）                                | 8    |
| 瑞士（瑞士热门音乐榜）                            | 5    |
| 英國（官方榜單公司單曲榜）                        | 73   |

| 榜單（2019年）               | 排名 |
| ---------------------------- | ---- |
| 冰島（Plötutíðindi）         | 31   |
| 意大利（意大利音乐产业联盟） | 4    |
| 西班牙（西班牙音樂製作協會） | 38   |
| 瑞士（瑞士熱門音樂榜）       | 27   |

| 國家或地區                                               | 認證    | 認證單位/銷量 |
| -------------------------------------------------------- | ------- | ------------- |
| 法國（法國唱片出版業公會）                               | 金      | 100,000‡      |
| 希臘（國際唱片業協會希臘分會）                           | 金      | 1,000,000†    |
| 義大利（意大利音乐产业联盟）                             | 4× 白金 | 200,000‡      |
| 波蘭（波蘭音像製造商協會）                               | 金      | 25,000‡       |
| 西班牙（西班牙音樂製作協會）                             | 2× 白金 | 80,000‡       |
| - ‡僅含認證的串流媒體+實際銷量 - †僅含認證的串流媒體銷量 |         |               |